# Du Plat (Adelsgeschlecht)
Du Plat ist der Name eines französischen Adelsgeschlechts. Nachkommen wurden später auch in Kurhannover, England und Dänemark zum Adel gerechnet.

## Geschichte
Erster Vertreter in Deutschland war Pierre Joseph du Plat (1657–1709), königlich französischer Leutnant der Garde, der 1697 in das cellische Dragoner-Regiment von Hahn (später Regiment Garde du Corps) des Herzogs Georg Wilhelm zu Braunschweig-Lüneburg trat. Er wurde der Stammvater der hannoverschen Offiziersfamilie, von denen sich zahlreiche Mitglieder auszeichneten und zu hohen Stellungen kamen. Seine Ehefrau war Helène de Sacrée. Sein gleichnamiger ältester Sohn Pierre Joseph du Plat (1691–1753), noch in Belgien geboren, wurde kurhannoverscher Kapitän im Ingenieurkorps in Ratzeburg. Männliche Nachkommen von ihm traten auch in königlich dänische und britische Dienste. Die königlich hannoversche Bescheinigung der Adelszugehörigkeit erhielt am 19. Februar 1820 in Hannover sein Nachkomme Gustav du Plat, später königlich britischer Generalmajor.

## Wappen
Geteilt; oben in Rot über einem mit goldenen Fransen verzierten goldenen Harnisch ein mit fünf (silber, rot, silber, rot, silber) Straußenfedern bestückter Helm, unten in Blau auf einer goldenen Schüssel ein silberner Stern; Adelskrone.

## Namensträger
Anordnung der Namensträger nach Generationen und Abstammung:
1. Pierre Joseph du Plat (1657–1709), französischer Offizier und Gründer der hannoverschen Linie, Sohn des Pierre du Plat, Intendant des königlichen Arsenals zu Paris, und der Anne du Berger
  1. Pierre Joseph du Plat (1691–1753), kurhannoverscher Offizier und Kartograf
    1. Georg Josua du Plat (1722–1795), kurhannoverscher Generalleutnant und Kartograf
      1. Georg Carl August du Plat (1770–1815), königlich hannoverscher und königlich britischer Oberst sowie Brigadier der deutschen Legion
        1. George Gustavus Charles William du Plat (1796–1854), britischer Generalmajor
          1. Charles Taylor du Plat (1823–1900), britischer Generalmajor
          2. John Lowther du Plat Taylor (1829–1904), britischer Colonel (Oberst) und Gründer des Army Post Office Corps
            1. St.John Louis Hyde du Plat Taylor (1865–1936), britischer Lieutenant Colonel (Oberstleutnant)
              1. Joan du Plat Taylor (1906–1983), britische Pionierin der Unterwasserarchäologie

            2. Francis Maurice Gustavus du Plat Taylor (1878–1954), britischer Ingenieur

    2. Peter Joseph du Plat (Deichgraf) (1728–1782), kurhannoverscher Kartograf und Oberdeichgraf
      1. Peter Joseph du Plat (Offizier) (1761–1824), königlich hannoverscher Generalmajor
      2. Johann Heinrich Christian du Plat (1769–1852), königlich dänischer Generalmajor und Kartograf
        1. Caesar du Plat (1804–1874), zunächst königlich dänischer, später schleswig-holsteinischer Generalstabsoffizier
        2. Claude du Plat (1809–1864), königlich dänischer Generalmajor
        3. Ernst du Plat (1816–1892), königlich dänischer Generalmajor

      3. Christian Friedrich Claude du Plat (1770–1841), königlich dänischer Generalmajor

    3. Johann Wilhelm du Plat (1735–1806), kurhannoverscher Generalleutnant und Kartograf
    4. Anton Heinrich du Plat (1738–1791), kurhannoverscher Generalleutnant und Kartograf